# DiCaire Show
Le DiCaire Show est une émission de télévision française diffusée sur France 2 le samedi 12 mars 2016 à 20 h 55 et présentée par la chanteuse imitatrice canadienne Véronic DiCaire. Cette émission est un programme de divertissement placé sous le signe de la chanson, de l'humour et des imitations chantées. L'émission a été enregistrée le 7 mars 2016 au Studio 130 de La Plaine Saint-Denis.

## Diffusion
Le DiCaire Show a été diffusé en prime time sur la chaîne de télévision nationale française France 2 le samedi 12 mars 2016 à 20 h 55. Suivant la loi interdisant les coupures de publicité sur les chaines de France Télévisions entre 20 h et 6 h depuis le 5 janvier 2009, le programme a été diffusé sans interruption pendant 2 heures et 15 minutes. Le second numéro est diffusé le 1er novembre 2016.

## Principe
La chanteuse imitatrice canadienne Véronic DiCaire a invité dans son émission plusieurs invités du rire et de la chanson pour créer des séquences mêlant musique, émotion, imitation, parodies et sketches. L'émission a également été l'occasion de découvrir le candidat et la chanson qui représenteront la France au concours de l'Eurovision à Stockholm, le 14 mai 2016, à savoir la chanson "J'ai cherché" d'Amir Haddad. Cette annonce devait être une exclusivité de l'émission mais elle a fuité antérieurement par l'animateur de télévision Cyril Hanouna dans l'émission quotidienne qu'il anime Touche pas à mon poste !. 

## Invités
- Véronique Sanson, chanteuse
- Patrick Bruel, chanteur
- Amir Haddad, chanteur
- Pascal Obispo, chanteur
- Fréro Delavega, duo de chanteurs
- Michaël Gregorio, imitateur de chanteurs
- Marc-Antoine Le Bret, imitateur
- Emmanuel Moire, chanteur
- Anthony Kavanagh, humoriste
- Anne Roumanoff, humoriste
- Lara Fabian, chanteuse
- Michel Drucker, animateur-télé
- Robert Charlebois, chanteur
- Marianne James, chanteuse
- Stéphane Bern, animateur-télé
- Axelle Red, chanteuse
- Marc Toesca, animateur-télé et spectacles
- Bruno Guillon, animateur-radio et télé

## Audiences
Le public n'a pas été au rendez-vous devant l'émission du DiCaire Show le samedi 12 mars 2016 en rassemblant 2 160 000 téléspectateurs, soit une part de marché de 10,3 %. Un score décevant pour France 2 qui a réalisé la quatrième meilleure audience de la soirée derrière les chaînes TF1, France 3 et M6.  
| Chaîne   | Date de diffusion       | Nombre de téléspectateurs | Part de marché | Références |
| -------- | ----------------------- | ------------------------- | -------------- | ---------- |
| France 2 | Samedi 12 mars 2016     | 2 160 000                 | 10,3 %         | [ 7 ]      |
| France 2 | Mardi 1er novembre 2016 | 2 351 000                 | 9,9 %          | [ 8 ]      |